# Comuna Vesela Tarasivka, Lutuhîne
Vesela Tarasivka (în ucraineană Весела Тарасівка) este o comună în raionul Lutuhîne, regiunea Luhansk, Ucraina, formată din satele Haiove și Vesela Tarasivka (reședința).

## Demografie
Componența lingvistică a comunei Vesela Tarasivka
     Ucraineană (61,22%)
     Rusă (37,21%)
     Alte limbi (0,3%)
Conform recensământului din 2001, majoritatea populației comunei Vesela Tarasivka era vorbitoare de ucraineană (61,22%), existând în minoritate și vorbitori de rusă (37,21%).